# Logistisk funktion

Standardiserad logistisk S-kurva

Logistisk funktion, en matematisk funktion som modellerar en S-kurva. Den kan fungera som en modell för tillväxten av en viss mängd P. Första delen av tillväxten är approximativt exponentiell, senare när mättnad sätter in så bromsas tillväxten.
En logistisk funktion definieras genom följande formel:
{\displaystyle f(x)={\frac {1}{1+e^{-x}}}={\frac {e^{x}}{e^{x}+1}}}
Logistiska funktioner har tillämpningar i ett flertal området bland annat biologi och ekonomi.
Koncentration av reaktanter och produkter vid autokatalytiska reaktioner följer en logistisk funktion.
En viktig tillämpning av den logistiska funktionen är i Raschmodellen, som används i item response theory. Särskilt utgör Raschmodellen en grund för maximum likelihoodskattning av inplacering av föremål eller personer på ett kontinuum och som grundar sig på uppsättningar av kategoridata, exempelvis personers förmåga enligt en skala baserad på svar som har kategoriserats som korrekta eller felaktiga.